# Вестермальмс
«Вестермальмс» (швед. Westermalms Idrottsförening Fotbollklubb) — шведский футбольный клуб из Стокгольма, в настоящий момент выступает в Дивизионе 6, восьмом по силе дивизионе Швеции. Клуб основан 1 августа 1902 года, домашние матчи проводит на стадионе «Стадсхагенс ИП». В высшем дивизионе чемпионата Швеции «Вестермальмс», в период с 1926 по 1929 годы провела в общей сложности 2 сезона, лучшим из которых стал сезон 1926/27, когда он стал одиннадцатым в итоговой таблице чемпионата. Футбольная команда является частью спортивного клуба «Вестермальмс», в котором кроме того культивируется гандбол, флорбол и лёгкая атлетика.